# منتخب الولايات المتحدة تحت 20 سنة لكرة القدم للسيدات
منتخب الولايات المتحدة تحت 20 سنة للسيدات لكرة القدم (بالإنجليزية: United States women's national under-20 soccer team)‏ هو ممثل الولايات المتحدة الرسمي في المنافسات الدولية في كرة القدم في فئة كرة قدم تحت 20 سنة للسيدات، يديريه اتحاد الولايات المتحدة لكرة القدم.